# Paaliaq (satèl·lit)
Paaliaq és un satèl·lit irregular prògrad de Saturn. Fou descobert per l'equip de Brett J. Gladman, John J. Kavelaars, Jean-Marc Petit, Hans Scholl, Matthew J. Holman, Brian G. Marsden, Philip D. Nicholson i Joseph A. Burns a principis d'octubre de 2000, i se li assignà la designació provisional de S/2000 S 2.

## Característiques
Paaliaq té uns 22 quilòmetres de diàmetre, i orbita Saturn a una distància de 15,2 milions de km en 687 dies. És membre del grup inuit de satèl·lits irregulars.
Juntament amb Kiviuq i Siarnaq, Paaliaq mostra un color vermell clar i un espectre infraroig similar, el que avala la tesi d'un possible origen comú del grup inuit per trencament d'un cos més gran.

## Denominació
Paaliaq porta el nom d'un xaman de la mitologia inuit, tret del llibre la maledicció del xaman de Michael Kusugak, el qual proporcionà noms de personatges mitològics de la cultura inuit a Kavelaars, un astrònom de la univeritat MacMaster i codescobridor del satèl·lit, per anomenar altres satèl·lits de Saturn.